# 周臣 (弘治進士)
周臣（1473年—1508年），字元弼，直隸揚州衛通州千戶所籍，江西袁州府宜春縣人，明朝政治人物。

## 生平
弘治八年（1495年）乙卯科應天鄉試第七十八名舉人，九年（1496年）中式丙辰科會試第二百八十一名，二甲第二十四名進士。任順天府推官。正德三年（1508年）六月壬辰，當天午漏下朝後，御道上遺留一卷匿名文簿，其中語言觸及劉瑾，司禮監傳旨罰令諸司官員皆跪於丹墀認罪，由於天時炎熱，刑部主事何釴與周臣被曬死，中暑暈倒者無數。正德八年十月才得到撫恤，復官賜祭。

## 家族
曾祖周亮；祖父周鑑，遇例冠帶；父周漢，義官。母沈氏。重慶下。弟周易、周方、周南、周頌、周官、周道。